# هال فيشمان
هال فيشمان (بالإنجليزية: Hal Fishman)‏ هو مقدم تلفزيوني وصحفي أمريكي، ولد في 25 أغسطس 1931 في نيويورك في الولايات المتحدة، وتوفي في 7 أغسطس 2007 في لوس أنجلوس في الولايات المتحدة بسبب سرطان الكبد وسرطان القولون.

## وصلات خارجية
- هال فيشمان على موقع IMDb (الإنجليزية)
- هال فيشمان على موقع إن إن دي بي (الإنجليزية)
- هال فيشمان على موقع قاعدة بيانات الفيلم (الإنجليزية)